# Skyactiv
 (juillet 2016).
Si vous disposez d'ouvrages ou d'articles de référence ou si vous connaissez des sites web de qualité traitant du thème abordé ici, merci de compléter l'article en donnant les références utiles à sa vérifiabilité et en les liant à la section « Notes et références ».
SKYACTIV est une marque pour une série de technologies développées par Mazda qui diminuent la consommation et les émissions des moteurs. L'annonce initiale des technologies SKYACTIV inclut de nouveaux moteurs, des transmissions et des châssis, qui sont apparus à partir de 2011.

## Les précurseurs du SKYACTIV
Les précurseurs du SKYACTIV (un Skyactiv-G essence à injection directe 2,0 litres, un Skyactiv-D Diesel 2,2-litres, une transmission automatique, et la Mazda Kiyora équipée du moteur Skyactiv-G 1,3 L et la transmission automatique) ont été dévoilés au 41e Salon automobile de Tokyo en 2009.

## Le SKYACTIV-G

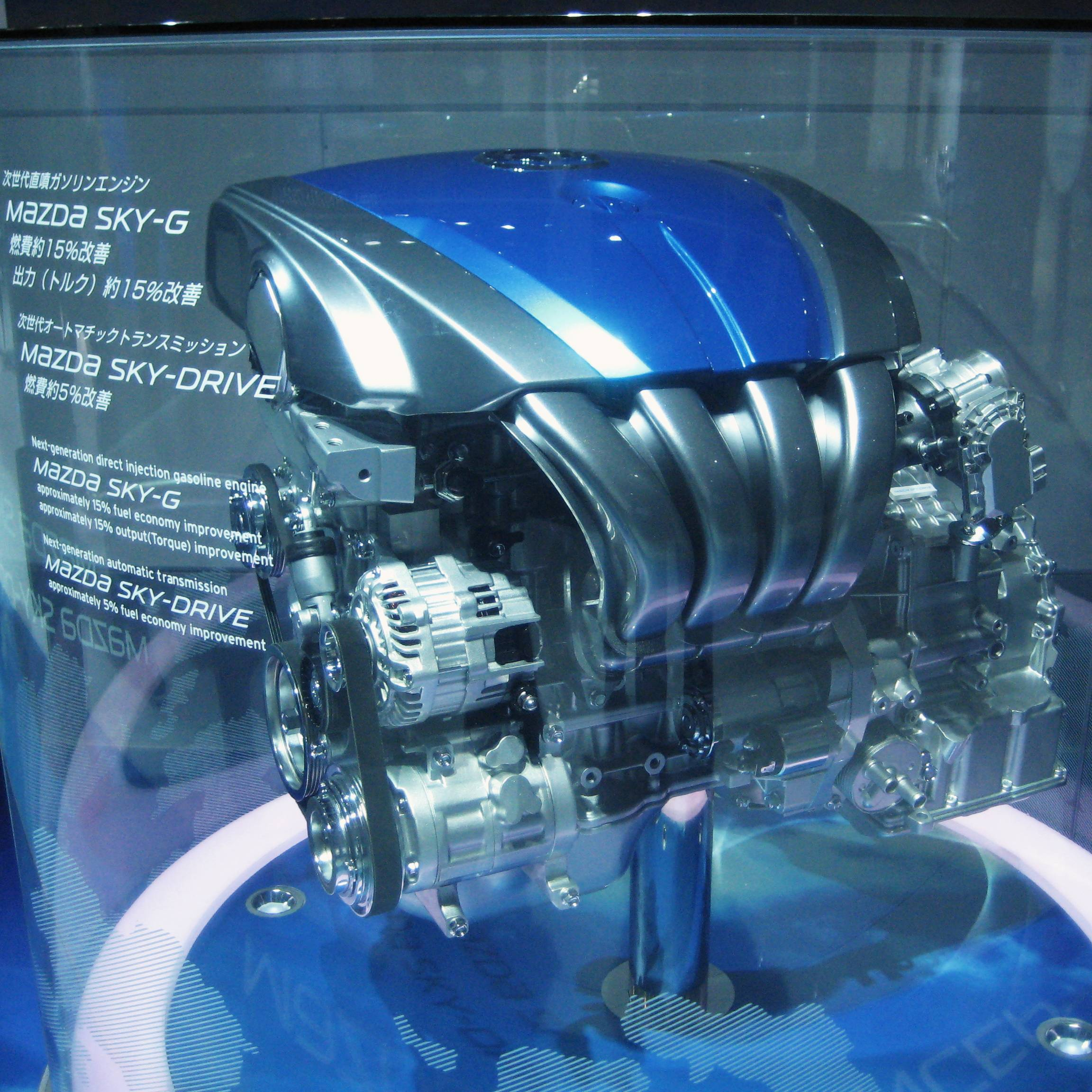
Skyactiv-G.

### Description
Le SKYACTIV-G, ou autrefois SKY-G, est une famille de moteurs à essence à injection directe. Le taux de compression du moteur est augmenté à 14:1. Pour réduire le risque de cliquetis à haute compression, le gaz résiduaire est réduit en utilisant un système d'échappement 4-2-1, en sculptant une cavité de piston et en optimisant l'injection de carburant. De plus, la durée de combustion est raccourcie par l’intensification de l'écoulement d'air, l’accroissement de la pression d'injection et l’utilisation d’injecteurs multitrous. Ils utilisent également des VVT.
Les moteurs SKYACTIV-G qui n'exigent pas le supercarburant ont un taux de compression inférieur (13:1) et l'économie de carburant ainsi que le couple diminuent en conséquence de 3 à 5 %[réf. nécessaire].

### Explications techniques

#### Intérêt de l’augmentation du taux de compression
L'augmentation du taux de compression améliore considérablement l'efficacité thermique du moteur. Le taux de compression de moteurs récents est généralement autour de 10:1 à 12:1[réf. nécessaire]. Théoriquement, si le taux de compression est augmenté de 10:1 à 15:1, l'efficacité thermique s'améliore grossièrement de 9 %[réf. nécessaire]. Cependant, une des raisons empêchant la diffusion de moteur à fort taux de compression est la diminution du couple en raison de l’intensification du cliquetis. Le cliquetis correspond à une combustion anormale dans laquelle le mélange air-carburant s'enflamme prématurément en raison d’une température et d’une pression élevée, créant un bruit haute fréquence indésirable pouvant être destructif. Quand le taux de compression est augmenté, la température à la compression (point mort haut) monte aussi, augmentant la probabilité de cliquetis.
Pour baisser la température à la compression, il est efficace de réduire les gaz résiduels dans le moteur. Par exemple, avec un taux de compression de 10:1, une température de gaz résiduel de 750 °C et une température d’air à l’admission de 25 °C, si 10 % des gaz d'échappement restent dans le cylindre, la température à l'intérieur du cylindre avant la compression augmente d'environ 70 °C et la température au point mort haut (PMH) est calculée pour augmenter d'environ 160 °C. Donc, il peut être facilement déduit que la quantité de gaz résiduel a un impact majeur sur le cliquetis.
Si la quantité de gaz résiduel passe de 8 % à 4 %, la température à la compression est calculée pour rester la même quand le taux de compression est augmenté de 11:1 à 14:1.
C’est cette réduction de gaz résiduel qui est au cœur de la technologie SKYACTIV-G, permettant la réalisation d'un moteur essence à fort taux de compression.

#### Réduction des gaz résiduels
Une option pour réduire significativement les gaz résiduels est l'adoption d'un système d'échappement 4-2-1. Prenons l'exemple d'un quatre cylindres où le cylindre no 1 s'allume juste après le cylindre no 3, la pulsation à haute pression des gaz, apparaissant immédiatement après l’ouverture des valves d'échappement du cylindre no 3, arrivent au cylindre no 1. Or celui-ci est en croisement de soupape (overlap), c’est-à-dire qu’il finit sa phase d’échappement et entre dans sa phase d’admission. En conséquence, la pression est beaucoup plus élevée en aval qu’en amont du cylindre et, de fait, le gaz qui devait s’échapper du cylindre est forcé de rester à l'intérieur de la chambre de combustion, augmentant la quantité de gaz résiduel. Avec un collecteur d'échappement court, la pulsation à haute pression arrive rapidement au cylindre suivant, causant cet effet indésirable quel que soit le régime du moteur. Cependant, avec un système d'échappement 4-2-1, donc plus long, il faut plus de temps à la pulsation pour atteindre le cylindre suivant. Ce délai supplémentaire fait qu’à haut régime, la pulsation arrive après le croisement soupape. Les gaz ne peuvent plus remonter dans le cylindre ce qui diminue les gaz résiduels.
Le problème majeur avec le système d'échappement 4-2-1 est que sa longueur refroidit le gaz d'échappement avant qu'il n'atteigne le catalyseur, retardant l'activation de celui-ci. La température des gaz d'échappement peut être augmentée en retardant l’allumage, mais trop de retardement cause une combustion instable. Pour SKYACTIV-G, une combustion stable a été réalisée même quand l’allumage est considérablement retardé. Cela a été rendu possible en adoptant une cavité dans le piston et en optimisant l'injection de carburant pour créer un mélange air-carburant stratifié autour de la bougie. En outre, la cavité du piston a résolu la question de la flamme entrant en contact avec la tête de piston.

### Historique

#### Génération 1

##### 1,3 L
Le SKYACTIV-G 1,3 L est un moteur de 1 298 cm3 avec un alésage de 71 mm et une course de 82 mm. Il délivre 83 ch (65 kW) et un couple de 115 N m.
Le moteur a été dévoilé en 2011 à l'occasion d'une exposition d'ingénierie automobile.
Cinq ingénieurs de Mazda furent récompensés de la médaille de la Japan Society of Mechanical Engineers en avril 2012 pour leur contribution à ce moteur qui a atteint la performance de 30 km/litre d'essence sur un cycle d'homologation japonais.
Ce moteur équipe les Mazda 2 13-SKYACTIV.

##### 1,5 L
Le SKYACTIV-G 1,5 L est un moteur de 1 496 cm3 avec un alésage de 74,5 mm et une course de 85,8 mm.
Ce moteur 4 cylindres a été introduit sur le marché européen et asiatique en 2014 pour la Mazda 3, et est aussi disponible pour la Mazda MX-5.
Il développe 99 ch (74 kW) à 6 000 tr/min et délivre un couple de 150 N m à 4 000 tr/min.

##### 2,0 L
Le SKYACTIV-G 2,0 L ou (PE-VPS) est le premier moteur de la famille SKYACTIV-G produit en série.
Ce moteur de 1 995 cm3 a un alésage de 83,5 mm et une course de 91,2 mm. La version américaine (avec un taux de compression de 13:1) fournit 155 ch (116 kW) à 6 000 tr/min et 200 N m à 4 000 tr/min.
Il équipe la Mazda 3 depuis 2012, la Mazda 6 et la Mazda CX-5 depuis 2013, la Mazda CX-3 depuis 2015 et la Mazda MX-5 depuis 2016.
En comparaison du moteur équipant la Mazda 3 en 2011 (avec une transmission automatique), la consommation passe de 10,2 L/100 km à 8,4 L/100 km en ville et de 7,1 L/100 km à 5,8 L/100 km sur l'autoroute.

##### 2,5 L
Le SKYACTIV-G 2,5 L ou (PY-VPS) est le premier moteur équipant la Mazda 6 en 2014. Son alésage est de 89,0 mm et sa course de 100,0 mm.
La version américaine (avec un taux de compression de 13:1) fournit 184 ch (137 kW) à 5 700 tr/min et un couple de 251 N m à 3 250 tr/min.
Il équipe la Mazda 3, Mazda 6 et la Mazda CX-5 depuis 2014.

## Le SKYACTIV-D

### Description

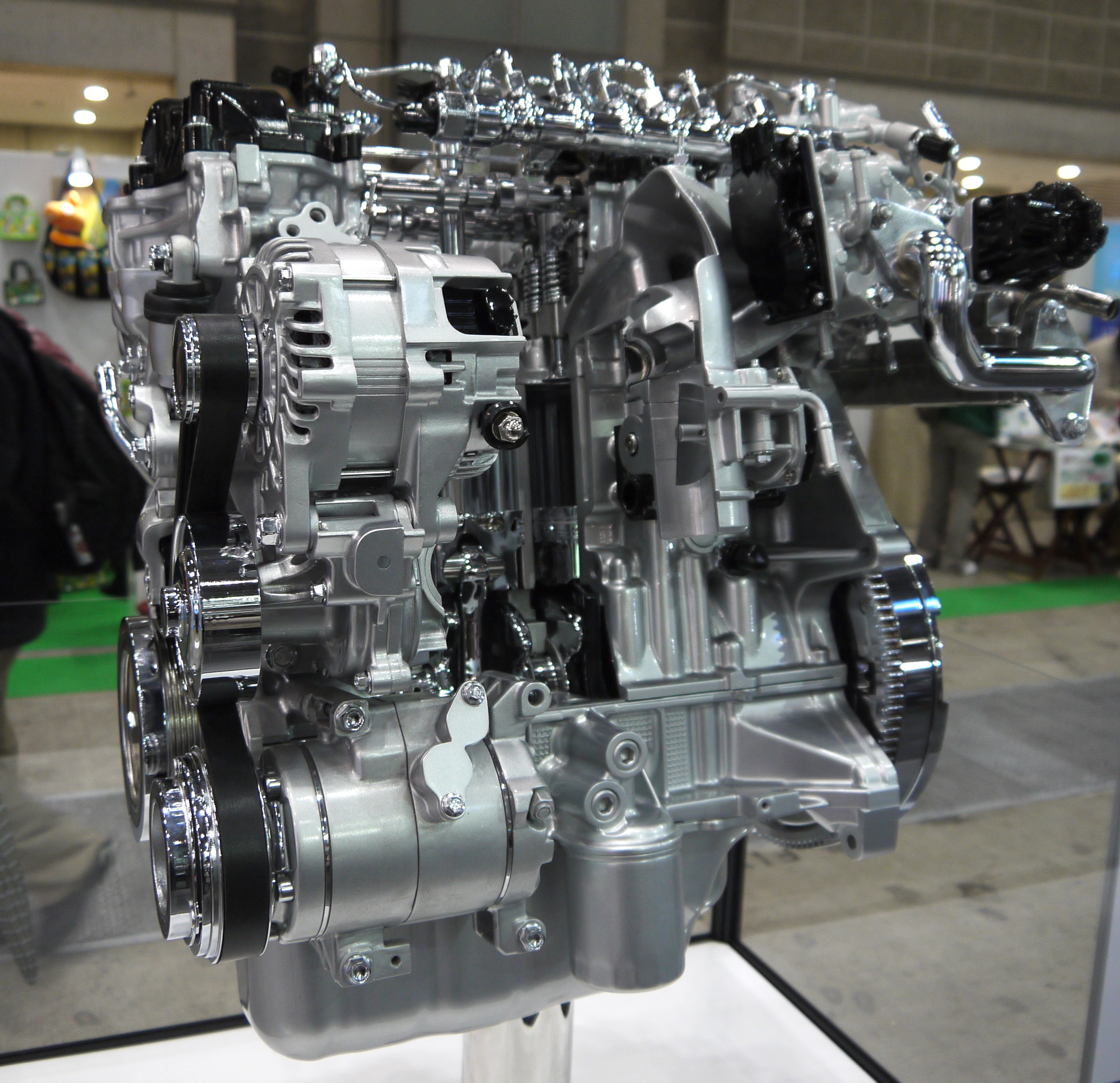
SkyActiv-D SH-VPTS.

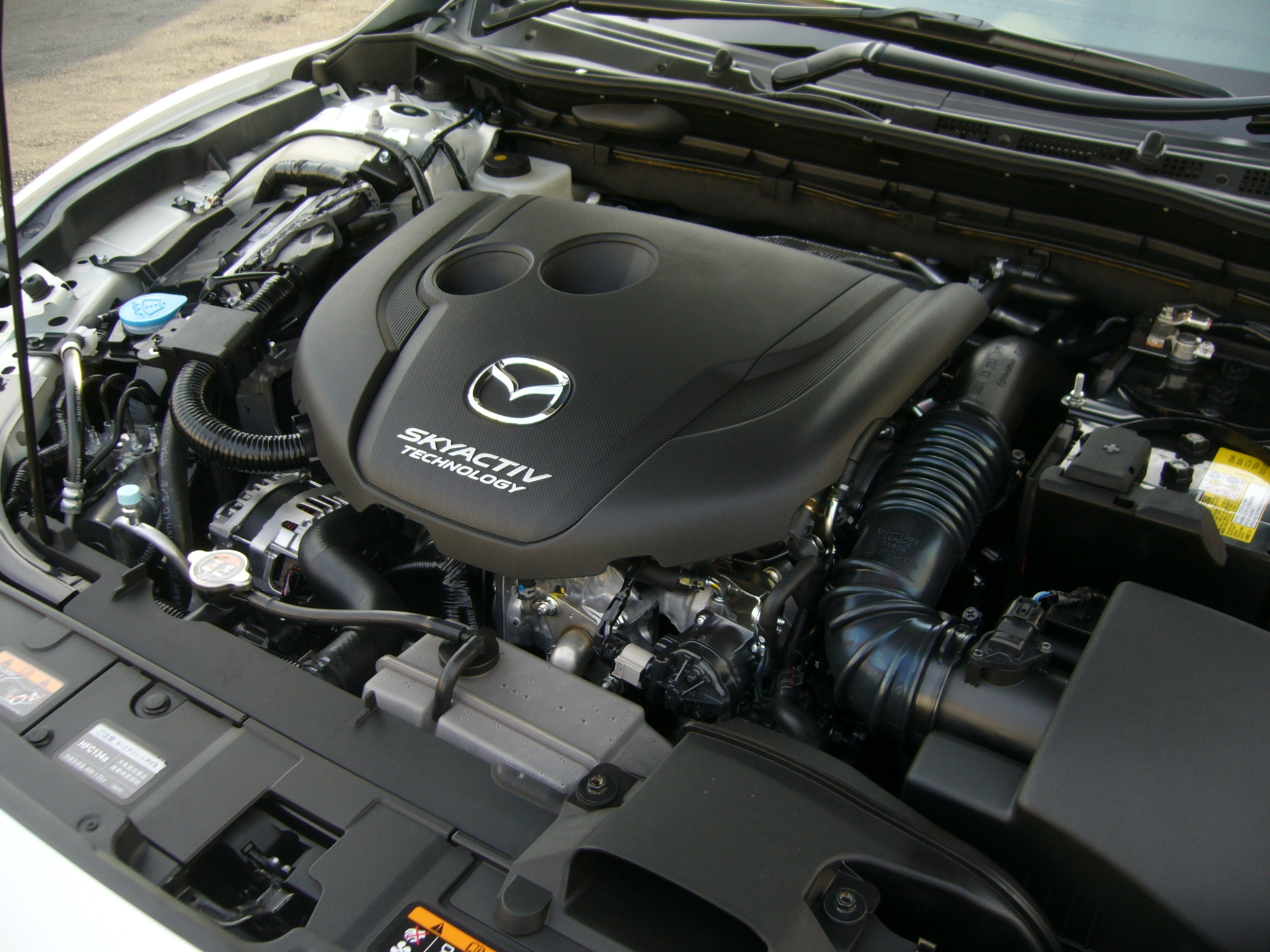
SkyActiv-D (SH-VPTR) (Sur Mazda 6).

SKYACTIV-D est une famille de moteurs Diesel turbocompressés, conçus pour respecter les règlements en matière d'émissions polluantes.
Pour éviter le besoin de post-traitement des Nox et des particules comme dans des moteurs Diesel contemporains, le taux de compression de cylindre est réduit à 14:1. Le démarrage à froid du moteur est réalisé via des injecteurs multi-trous piézoélectriques, disposant de trois modèles d'injection programmables, et l'adoption de bougie de préchauffage en céramique. Les cycles ratés du moteur sont empêchés via la levée variable des soupapes à l'échappement, qui permet de moduler le croisement de soupape (overlap), et qui, ainsi, permet d’augmenter la température de l'air dans le moteur. Le SKYACTIV-D utilise aussi un turbocompresseur à deux étages, dans lequel le petit et le grand turbo sont utilisés séparément et selon les conditions d’utilisation.

### Explications techniques

#### Intérêt de la diminution du taux de compression
Les moteurs Diesel ayant généralement un haut taux de compression, la température de compression et la pression au piston au PMH (point mort haut) sont extrêmement hautes. Si le carburant est injecté dans ces conditions, l’allumage aura lieu avant qu'un mélange air-carburant adéquat ne soit formé, causant une combustion localisée. En conséquence, la formation de NOX et de suie est accrue.
Le respect des normes de pollution rend difficile d'enflammer le mélange au moment optimal (PMH), ne laissant d’autre choix que de retarder la combustion jusqu'à ce que le piston commence à descendre et ainsi fasse baisser la pression et température de cylindre, bien que cela soit au détriment de la consommation.
Quand le taux de compression est abaissé, la température et la pression au PMH diminuent. Par conséquent, l’allumage prend plus de temps même quand le carburant est injecté près du PMH, permettant un meilleur mélange d'air-carburant. Ceci diminue la formation de NOx et de suie parce que la combustion devient plus uniforme, sans zones à haute température localisées introduisant des insuffisances d'oxygène. En outre, l'injection et la combustion près du PMH aboutissent à un moteur Diesel fortement efficace, dans lequel une plus grande quantité de travail réel est obtenue que dans un moteur Diesel à taux de compression élevé.
En raison de son taux de compression bas, la pression maximale de combustion dans le cylindre pour le SKYACTIV-D est inférieure à celle des Diesels actuels, permettant une réduction du poids significative par l'optimisation structurelle du moteur. Par exemple, il est devenu possible de changer la matière constituant le bloc moteur en aluminium, qui a permis d’économiser 25 kg (par rapport à son prédécesseur). La culasse est devenue 3 kg plus légère avec des parois plus minces et un collecteur d'échappement intégré. Le poids des pistons a été réduit de 25 %. Le vilebrequin voit son diamètre principal réduit de 60 à 52 mm, réalisant une réduction de poids de 25 %. En conséquence, la friction mécanique a été grandement réduite pour atteindre sensiblement le même niveau qu'un moteur à essence moyen.

#### Démarrage à froid et préchauffage
L’adoption des injecteurs piézoélectriques permet de tenir compte d'une large variété de modèles d'injection. La précision de l'injection s’en trouve améliorée, assurant la capacité de démarrage à froid. L'injecteur est capable de réaliser 9 injections par combustion. Avec les trois modèles d’injections de base : la pré injection, l'injection principale et la post-injection, des modèles d'injection différents sont exploités selon les conditions de roulage.
Le démarrage du moteur, même avec un taux de compression bas, est ainsi réalisable grâce au contrôle de l’injection plus précis et aussi l'adoption de bougies de préchauffage en céramique.
N'importe quel cycle raté pouvant survenir pendant l'opération de préchauffage est empêché en adoptant la levée variable de soupape à l'échappement. Un cycle de combustion est suffisant pour faire monter la température des gaz d'échappement. Étant donné ceci, les soupapes d'échappement sont légèrement ouvertes pendant la phase d’admission pour ré-aspirer le gaz d'échappement chaud dans le cylindre, ce qui augmente la température de l'air et stabilise l’allumage.

### Historique

#### Génération 1

##### SKYACTIV-D 2.2
Le SKYACTIV-D 2.2 (SH-VPTS) est le premier moteur SKYACTIV-D utilisé sur modèle de série. Il a d'abord été utilisé sur le Mazda CX-5 puis sur la Mazda 6, proposant une puissance de 129 kW et un couple de 420 N m. Une version préparée de ce SKYACTIV-D a été utilisée pour la saison 2013 du Rolex Sports Car Series et a permis à Mazda de gagner le championnat constructeur dans la catégorie GX, catégorie réservée aux véhicules comportant des technologies encore non utilisées en GT, ou utilisant des carburants alternatifs au pétrole. Le moteur a ensuite été adapté pour deux Lola de LMP2 dans la saison 2014 du United SportsCar Championship.
Cependant, le moteur du CX-5 a été l'objet de problèmes de niveau d'huile, obligeant l'utilisateur à vérifier celui-ci tous les 1 000 km ou tous les mois. Ce problème avait, d'ailleurs, causé le report de la sortie de la Mazda 6 Diesel.

## SkyActiv-X

### Description
Les moteurs SkyActiv-X sont des moteurs à essence. Ils utilisent un taux de compression plus élevé que les SkyActiv-G, passant de 14:1 à 16:1, un taux très élevé pour un moteur essence. Ils ont la particularité de cumuler un allumage par bougie, comme un moteur essence classique, et un allumage par compression, comme les moteurs Diesel. Le système, baptisé SPark Controlled Compression Ignition (SPCCI), permet au moteur de basculer de l'un à l'autre des modes en fonction des circonstances. Lorsque le moteur fonctionne en dessous de la limite de déclenchement d'un auto-allumage, la combustion est lancée par la bougie. Si l'auto-allumage est rendu possible par les conditions de températures et de pression dans le cylindre, la bougie n'intervient que pour une micro-combustion, pour ajouter un peu de température et de pression et déclencher l'allumage. Elle sert donc principalement lorsque les conditions d'auto-allumage ne sont pas réunies, c'est-à-dire au démarrage, et en haut-régime, la transition étant progressive.
La technologie SkyActiv-X devrait permettre, selon Mazda, de réduire la consommation d'environ 20 % par rapport aux moteurs Sky-Activ-G équivalents, tout en fournissant plus de couple.

### Historique
La technologie a été présentée lors du salon de l'automobile de Tokyo en octobre 2017. Elle a ensuite été présentée aux journalistes pour des essais en mars 2018, au Portugal.

Elle devrait équiper les modèles de la marque à partir de 2019, en remplacement des moteurs SkyActiv-G.

## Le SKYACTIV-Drive
Le SKYACTIV-Drive est une famille de transmissions automatiques. Contrairement à la plupart des autres constructeurs automobiles, Mazda a choisi de ne pas adopter la technologie du double embrayage dans des transmissions automatiques, parce que le comportement de celle-ci n'est pas optimal dans certaines situations. Au lieu de cela, Mazda a voulu améliorer la transmission automatique conventionnelle en intégrant un embrayage multi-disques. Celui-ci permet d'« alléger » la charge du convertisseur de couple, la plupart du temps. La nouvelle transmission automatique SkyActiv a été conçue pour six vitesses en marche avant, une marche arrière, un convertisseur de couple court et un embrayage intégré avec le convertisseur de couple.
Le convertisseur de couple transfère la puissance du moteur à la transmission par un liquide, générant un démarrage plus lisse. L'inconvénient est une dégradation de la consommation en raison des pertes lors du transfert de puissance par le liquide et le patinage pendant l'accélération, qui cause également un retard entre la vitesse du véhicule et le régime du moteur. Ainsi, ils ont développé un convertisseur de couple avec un embrayage de verrouillage.

## Le SKYACTIV-MT
Le SKYACTIV-MT est une famille de transmissions manuelles. Pour diminuer l'effort lors d'un changement de vitesse, malgré un levier de vitesse plus court, les ingénieurs Mazda ont choisi d'augmenter le rapport de levier. Cependant, pour diminuer les à-coups internes, un petit module est ajouté. Les temps de changement de rapport sont réduits de 15 %, ce qui en fait le changement le plus court de n'importe quelle voiture de grande série[réf. nécessaire].
Pour favoriser la réduction de poids, la boîte est composée de trois arbres, la premier rapport et la marche arrière étant sur le même arbre.